# 凱尼爾沃思 (紐約州)
凱尼爾沃思（英語：Kenilworth）是位於美國紐約州伊利縣的非建制地區。

## 地理
凱尼爾沃思所處的海拔為高於海平面189米（即620英呎），而該地所採用的時區為UTC-5，即北美东部时区（EST）。同時該地設有夏令時間，為UTC-5調快一小時，即UTC-4（EDT）。